# Saint-Aubin-de-Luigné
Pour les articles homonymes, voir Saint-Aubin.
Saint-Aubin-de-Luigné est une ancienne commune française située dans le département de Maine-et-Loire, en région Pays de la Loire. Le 31 décembre 2015, elle devient une commune déléguée au sein de la commune nouvelle de Val-du-Layon.
Ce village rural se trouve dans la vallée encaissée du Layon et dans le Val de Loire classé au Patrimoine mondial de l'UNESCO. Il possède un important passé minier lié à l'exploitation du bassin houiller de Basse Loire.
Commune viticole, son territoire se situe dans l'appellation des Coteaux du Layon (AOC).

## Géographie

### Localisation
Ce village angevin de l'ouest de la France se situe en limite nord des Mauges, sur la route qui va de Chaudefonds-sur-Layon (3 km) à Rochefort-sur-Loire (3 km).
Le territoire des Mauges est la petite région qui couvre la partie sud-ouest du Maine-et-Loire, délimitée par les cours d'eau de la Loire au nord et du Layon à l'est.

### Communes limitrophes
Saint-Aubin-de-Luigné est limitrophe avec quatre communes que sont Rochefort-sur-Loire au nord, Saint-Lambert-du-Lattay au sud-est, Chemillé-en-Anjou au sud-ouest et Chaudefonds-sur-Layon à l'ouest.
|                       | Rochefort-sur-Loire   |                         |
| Chaudefonds-sur-Layon | Saint-Aubin-de-Luigné |                         |
| Chemillé-en-Anjou     |                       | Saint-Lambert-du-Lattay |

### Géologie et relief
La commune s'étend sur plus de 15 km2 (1 519 hectares), et son altitude varie de 12 à 104 mètres.
Située au milieu des coteaux chargés de vignes, Saint-Aubin-de-Luigné est un territoire rural de la vallée du Layon. Cette vallée est bordée d'un relief de coteaux qui s'étend du sud de l'Anjou jusqu’à la pointe sud de la Bretagne. La commune se situe sur les unités paysagères de la Loire des promontoires, du plateau des Mauges et du couloir du Layon.
Protections sur la commune : outre des protections sur des bâtiments (monuments historiques et inventaires), la commune figure à l'inscription de Natura 2000 (vallée de la Loire de Nantes aux Ponts-de-Cé et zones adjacentes), des zones humides d'importance nationale inscrit sur la liste de la convention de Ramsar (eau et milieux aquatiques, Loire entre Maine et Nantes), au schéma d'aménagement et de gestion des eaux (Layon, Aubance) et au Patrimoine mondial de l'UNESCO (Val de Loire entre Sully-sur-Loire et Chalonnes).
La commune repose sur le bassin houiller de Basse Loire.

### Hydrographie
La rivière Layon traverse la commune. On peut notamment emprunter, sur la route qui se dirige vers Saint-Lambert, un pont construit en 1875 et composé de trois arches.

### Climat
Son climat est tempéré, de type océanique. Le climat angevin est particulièrement doux, du fait de sa situation entre les influences océaniques et continentales. Généralement les hivers sont pluvieux, les gelées rares et les étés ensoleillés.

## Urbanisme
Morphologie urbaine : le village s'inscrit dans un territoire essentiellement rural.
En 2009 on trouvait 523 logements sur la commune de Saint-Aubin-de-Luigné, dont 85 % étaient des résidences principales, pour une moyenne sur le département de 91 %, et dont 79 % des ménages en étaient propriétaires. En 2013, on y trouvait 545 logements, dont 86 % étaient des résidences principales, pour une moyenne sur le département de 90 %, et dont 81 % des ménages en étaient propriétaires.

## Toponymie
Formes anciennes du nom : Ecclesia de Luinniaco au XIe siècle, R. de Luiniaco en 1095, Ecclesia Sancti Albini de Ligniaco en 1159, Presbiter Sancti Albini de Luiniaco en 1166, Luine en 1167, Burgus parochia Sancti Albini de Luigne en 1216, Luigné-sur-le-Layon en 1793, Saint Aubin de Luigné en 1793 et Saint-Aubin-de-Luigné en 1801.
Nom des habitants : Saint-Aubinois.

## Histoire

### Antiquité
Deux voies antiques traversaient le territoire de Saint-Aubin-Luigné : celle de la rive gauche de la Loire (« chemin Saumureau ») et celle qui allait de Chalonnes à Vihiers (« chemin Chalonneau »), se rejoignant à la hauteur de la Haie-Longue.

### Moyen Âge
L'église existe dès les premières années du XIe siècle, et est dédiée à saint Aubin, évêque d'Angers.
La famille de Saint-Offange, implantée en Anjou dès la fin du XIVe siècle, possèdent de nombreux domaines en Anjou, dont l’Éperonnière à Saint-Aubin.

### Ancien Régime
Dès la fin du XVe siècle le charbon de terre est extrait de la Haie-Longue ; extractions qui se multiplient au XVIIe siècle. Une compagnie s'installe sur le territoire et exploite trois puits (Bon-Secours, Pâtis et Layon). Les fours à chaux seront longtemps le principal débouché des mines de houille de Saint-Aubin.
À la veille de la Révolution française (royaume de France), Saint-Aubin dépend du doyenné de Jallais, du grenier à sel et de l'élection d'Angers.

### Époque contemporaine
À la réorganisation administrative qui suit la Révolution le Maine-et-Loire succède à l'Anjou. Saint-Aubin est intégré en 1790 au canton de Rochefort et au district d'Angers, puis en 1800 au canton de Chalonnes et à l'arrondissement d'Angers.
Durant les guerres de Vendée, en 1794 l'une des colonnes infernales du général Turreau, sous le commandement de l'adjudant général Moulin, incendie la région mais épargne Rochefort et Saint-Aubin.
L'histoire de la commune est également liée à celle du Layon. Au milieu du XVIIIe siècle l'idée d’un projet concernant l'aménagement du Layon prend forme. Il est alors canalisé puis utilisé pour le transport de vins, minerais et autres produits de la région.
L'exploitation des mines de houille de Saint-Lambert et Saint-Aubin est active tout au long du XIXe siècle et va décline au début du XXe siècle pour cesser en 1927 au puits Bigeard,.

La puits Bigeard des mines de la Roulerie.
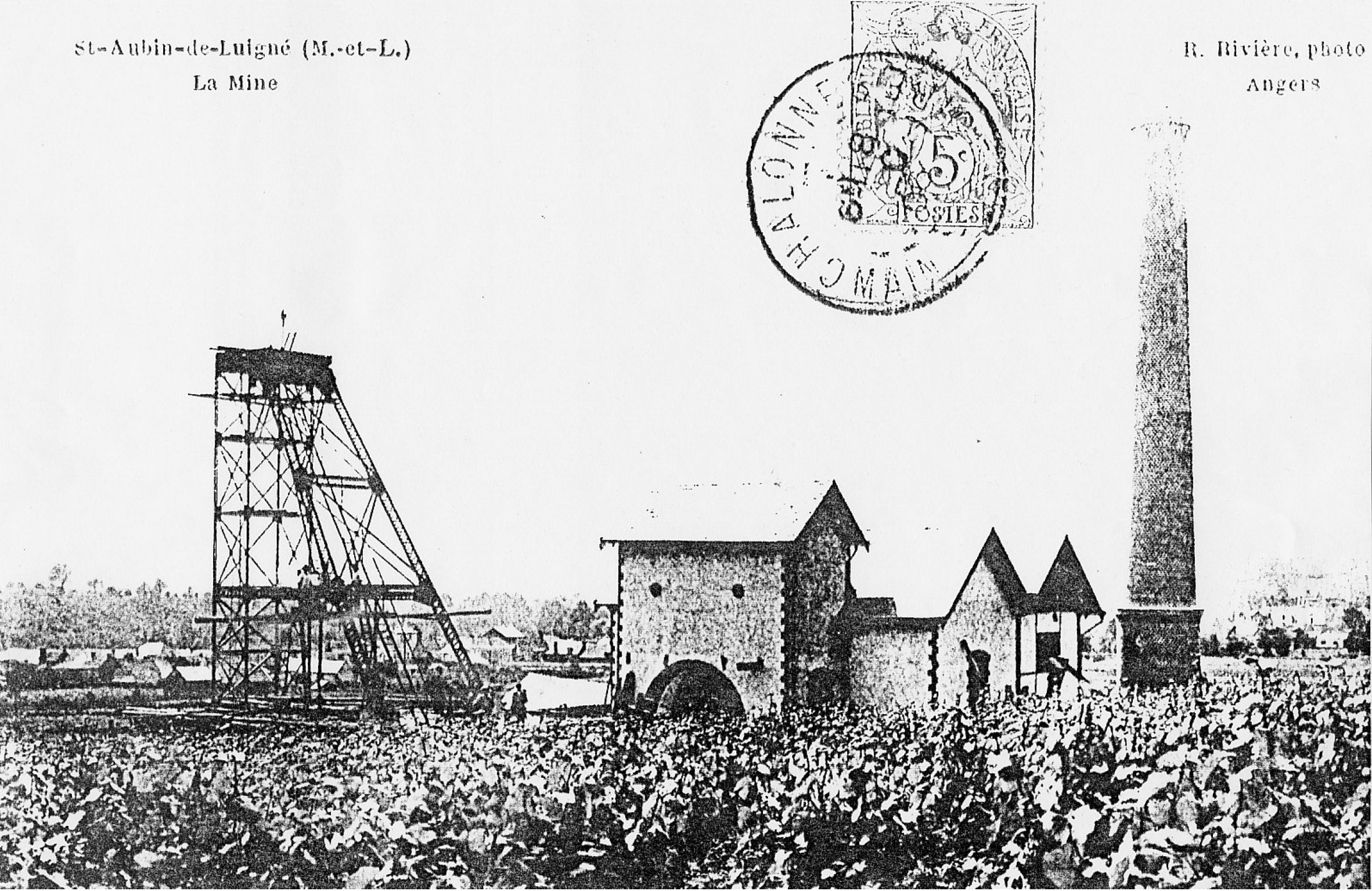
Construction.
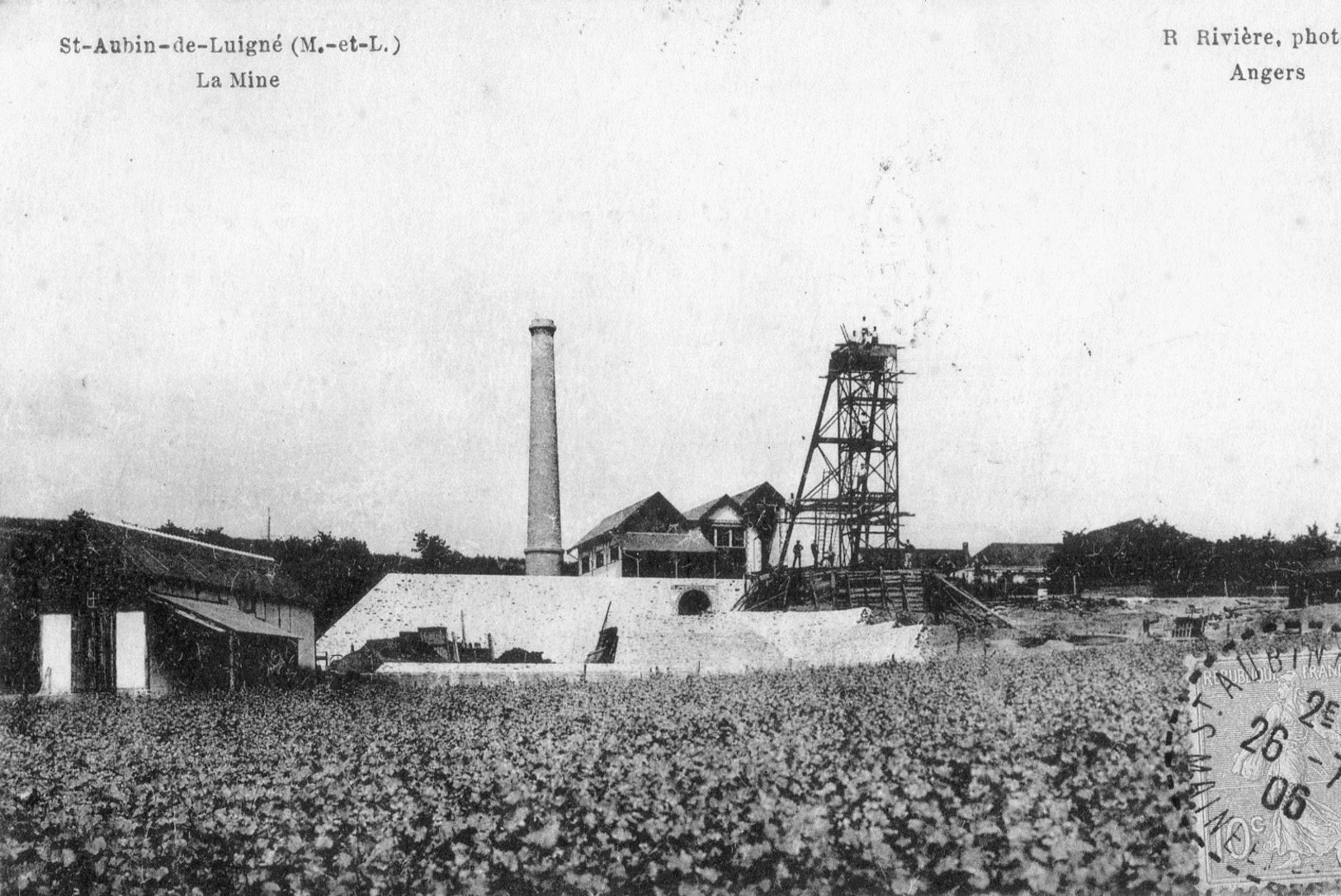
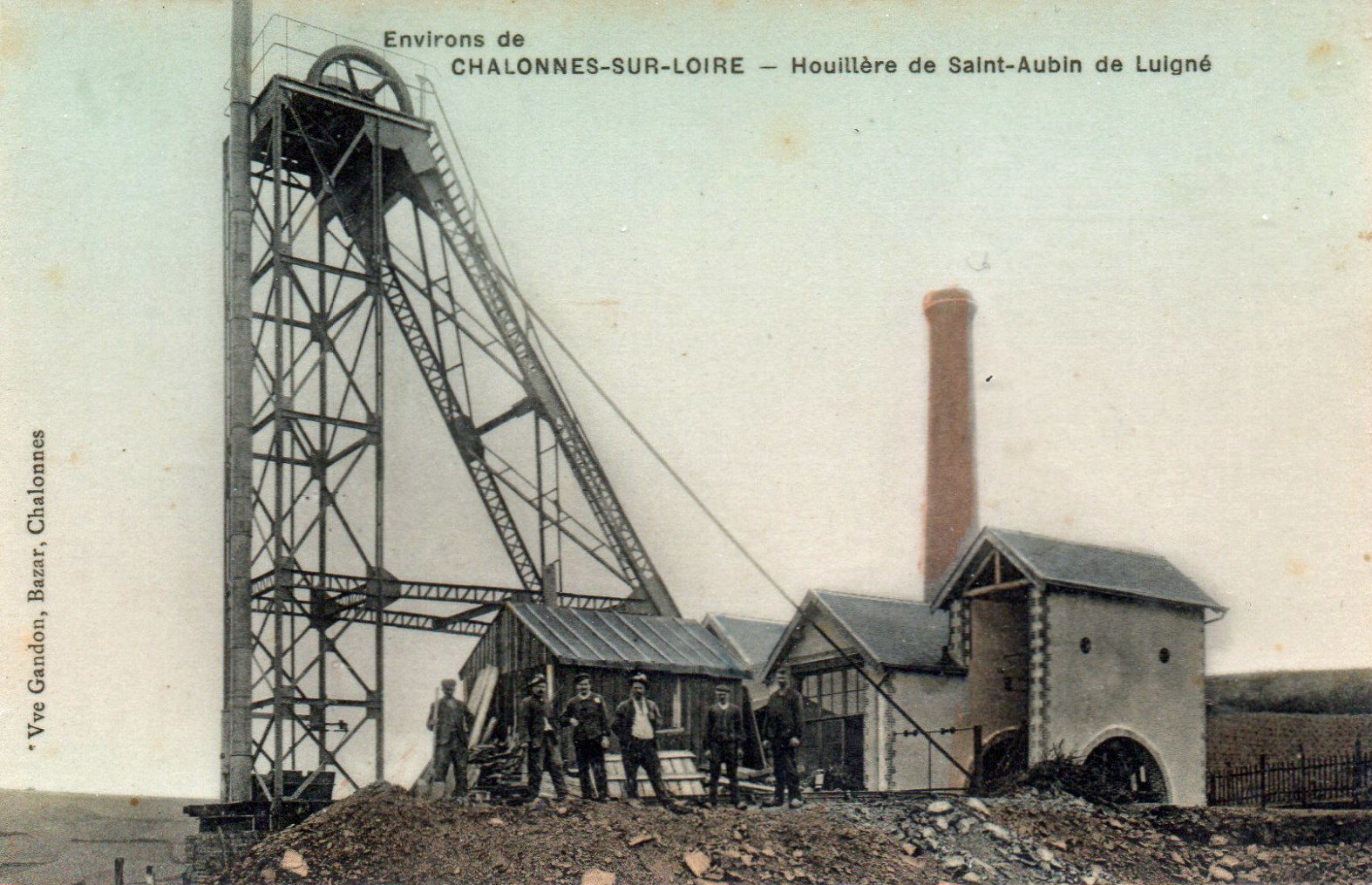

Le 31 décembre 2015, Saint-Aubin-de-Luigné s'associe avec Saint-Lambert-du-Lattay pour créer la commune nouvelle de Val-du-Layon. Elle devient alors une commune déléguée au sein de cette nouvelle commune.

## Politique et administration

### Administration municipale

#### Administration actuelle
Depuis le 31 décembre 2015, Saint-Aubin-de-Luigné constitue une commune déléguée au sein de la commune nouvelle de Val-du-Layon et dispose d'un maire délégué.
| Période                                  | Période  | Identité        | Étiquette | Qualité |
| ---------------------------------------- | -------- | --------------- | --------- | ------- |
| janvier 2016                             | mai 2020 | Gérard Tremblay |           |         |
| mai 2020                                 | en cours | Sylvie Cady     |           |         |
| Les données manquantes sont à compléter. |          |                 |           |         |

#### Administration ancienne
La commune est créée à la Révolution (Saint-Aubin-de-Luigné).
| Période                                  | Période                       | Identité                        | Étiquette | Qualité                                                                 |
| ---------------------------------------- | ----------------------------- | ------------------------------- | --------- | ----------------------------------------------------------------------- |
| 1790                                     |                               | Mathurin Chauveau               |           |                                                                         |
| 1792                                     |                               | Mathurin Ledoyen                |           | Tonnelier                                                               |
| germinal an V                            |                               | Mathurin Verdier                |           |                                                                         |
| germinal an VI                           |                               | Jacques-Pierre-Mathurin Courtin |           | Notaire                                                                 |
| 8 janvier 1807                           | (démission)                   | François-Louis Babin            |           |                                                                         |
| 15 novembre 1809                         | 20 juin 1817 (décès)          | François-Pierre Dumergey        |           |                                                                         |
| 18 février 1818                          | 20 septembre 1830 (démission) | Albert-Joseph Legoux du Plessis |           |                                                                         |
| 1er octobre 1830                         | 19 avril 1854 (décès)         | Pierre-Jean Gastineau           |           |                                                                         |
| 13 juillet 1854 (installé le 26 juin)    |                               | Charles de Jourdan              |           |                                                                         |
| 1867                                     | 1874                          | Jean-Marie Tijou                |           |                                                                         |
| 1874                                     | 1884                          | Louis Goislard                  |           |                                                                         |
| 1884                                     | 1908                          | Victor Renaubineau              |           |                                                                         |
| 1908                                     | 1912                          | René Oger-Bascher               |           |                                                                         |
| 1912                                     | 1919                          | Jacques Bordeaux-Montrieux      |           |                                                                         |
| 1919                                     | 1925                          | Hippolyte Tijou                 |           |                                                                         |
| 1925                                     | 1953                          | Louis Fromageau                 |           |                                                                         |
| mai 1953                                 | 1965                          | Charles Vianney                 |           |                                                                         |
| mars 1965                                | 1980                          | Camille Barré                   |           |                                                                         |
| 1980                                     | 1983                          | Jean Bondu                      |           |                                                                         |
| mars 1983                                | 1995                          | Joseph Ariaux                   |           |                                                                         |
| mars 1995                                | mars 2008                     | Jean-Jacques Chiron             |           | Vice président de la communauté de communes Loire-Layon de 2001 à 2008. |
| mars 2008                                | décembre 2015                 | Gérard Tremblay                 |           |                                                                         |
| Les données manquantes sont à compléter. |                               |                                 |           |                                                                         |

### Jumelages
La commune ne comporte pas de jumelage.

### Ancienne situation administrative

#### Intercommunalité
La commune était intégrée jusqu'en 2015 à la communauté de communes Loire-Layon. Cette structure intercommunale regroupait dix communes : Chalonnes, Champtocé, Chaudefonds, Denée, Ingrandes, La Possonnière, Rochefort, Saint-Aubin, Saint-Georges et Saint-Germain. L'intercommunalité était membre du Pays de Loire en Layon, structure administrative d'aménagement du territoire. Cette intercommunalité regroupe quatre communautés de communes : Coteaux-du-Layon, Gennes, Loire-Layon et Vihiersois-Haut-Layon.
À la suite de la révision du schéma départemental de coopération intercommunale, le 1er janvier 2017 les communautés de communes Loire-Layon, Coteaux du Layon et Loire Aubance fusionnent dans la communauté de communes Loire Layon Aubance.

#### Autres circonscriptions
Saint-Aubin-de-Luigné faisait partie du canton de Chalonnes et de l'arrondissement d'Angers.
Jusqu'en 2014, le canton de Chalonnes comporte cinq communes (Chalonnes, Chaudefonds, Denée, Rochefort et Saint-Aubin). Il a été constitué en 1790 (canton de Rochefort-sur-Loire), et modifié en 1800 (canton de Chalonnes-sur-Loire). Dans le cadre de la réforme territoriale, un nouveau découpage territorial pour le département de Maine-et-Loire est défini par le décret du 26 février 2014. La commune reste rattachée à ce même canton de Chalonnes, avec une entrée en vigueur au renouvellement des assemblées départementales de 2015.
Saint-Aubin faisait partie de la deuxième circonscription de Maine-et-Loire, composée de cinq cantons dont Angers-Sud et Chemillé ; la deuxième circonscription de Maine-et-Loire étant l'une des sept circonscriptions législatives que compte le département.

## Population et société

### Évolution démographique
L'évolution du nombre d'habitants est connue à travers les recensements de la population effectués dans la commune depuis 1793. À partir du 1er janvier 2009, les populations légales des communes sont publiées annuellement dans le cadre d'un recensement qui repose désormais sur une collecte d'information annuelle, concernant successivement tous les territoires communaux au cours d'une période de cinq ans. 
Pour les communes de moins de 10 000 habitants, une enquête de recensement portant sur toute la population est réalisée tous les cinq ans, les populations légales des années intermédiaires étant quant à elles estimées par interpolation ou extrapolation. Pour la commune, le premier recensement exhaustif entrant dans le cadre du nouveau dispositif a été réalisé en 2007,.
En 2013, la commune comptait 1 261 habitants, en évolution de +10,52 % par rapport à 2008 (Maine-et-Loire : +3,3 %, France hors Mayotte : +2,49 %).
| 1793  | 1800  | 1806  | 1821  | 1831  | 1836  | 1841  | 1846  | 1851  |
| ----- | ----- | ----- | ----- | ----- | ----- | ----- | ----- | ----- |
| 1 400 | 1 201 | 1 258 | 1 441 | 1 525 | 1 593 | 1 627 | 1 945 | 1 816 |

| 1856  | 1861  | 1866  | 1872  | 1876  | 1881  | 1886  | 1891  | 1896  |
| ----- | ----- | ----- | ----- | ----- | ----- | ----- | ----- | ----- |
| 1 591 | 1 548 | 1 670 | 1 528 | 1 332 | 1 177 | 1 173 | 1 092 | 1 029 |

| 1901  | 1906  | 1911  | 1921  | 1926  | 1931 | 1936  | 1946  | 1954  |
| ----- | ----- | ----- | ----- | ----- | ---- | ----- | ----- | ----- |
| 1 029 | 1 066 | 1 083 | 1 063 | 1 131 | 976  | 1 005 | 1 006 | 1 001 |

| 1962  | 1968 | 1975 | 1982 | 1990 | 1999 | 2007  | 2012  | 2013  |
| ----- | ---- | ---- | ---- | ---- | ---- | ----- | ----- | ----- |
| 1 028 | 945  | 878  | 858  | 853  | 857  | 1 071 | 1 237 | 1 261 |

### Pyramide des âges
La population de la commune est relativement jeune. Le taux de personnes d'un âge supérieur à 60 ans (17,7 %) est en effet inférieur au taux national (21,8 %) et au taux départemental (21,4 %).
Contrairement aux répartitions nationale et départementale, la population masculine de la commune est supérieure à la population féminine (50 % contre 48,7 % au niveau national et 48,9 % au niveau départemental).
La répartition de la population de la commune par tranches d'âge est, en 2008, la suivante :
- 50 % d’hommes (0 à 14 ans = 24,3 %, 15 à 29 ans = 13,2 %, 30 à 44 ans = 26,5 %, 45 à 59 ans = 18,8 %, plus de 60 ans = 17,2 %) ;
- 50 % de femmes (0 à 14 ans = 23,7 %, 15 à 29 ans = 14,4 %, 30 à 44 ans = 24,9 %, 45 à 59 ans = 18,7 %, plus de 60 ans = 18,3 %).

| Hommes | Classe d’âge | Femmes |
| ------ | ------------ | ------ |
| 0,2    | 90 ans ou +  | 0,4    |
| 6,9    | 75 à 89 ans  | 8,0    |
| 10,1   | 60 à 74 ans  | 9,9    |
| 18,8   | 45 à 59 ans  | 18,7   |
| 26,5   | 30 à 44 ans  | 24,9   |
| 13,2   | 15 à 29 ans  | 14,4   |
| 24,3   | 0 à 14 ans   | 23,7   |

| Hommes | Classe d’âge | Femmes |
| ------ | ------------ | ------ |
| 0,4    | 90 ans ou +  | 1,1    |
| 6,3    | 75 à 89 ans  | 9,5    |
| 12,1   | 60 à 74 ans  | 13,1   |
| 20,0   | 45 à 59 ans  | 19,4   |
| 20,3   | 30 à 44 ans  | 19,3   |
| 20,2   | 15 à 29 ans  | 18,9   |
| 20,7   | 0 à 14 ans   | 18,7   |

### Vie locale
Située dans l'académie de Nantes, la commune de Saint-Aubin-de-Luigné dispose de deux écoles primaires, l'école René-Guy Cadou (public) et l'école Saint-Joseph (privé), ainsi que d'une bibliothèque.
La plupart des structures de santé se trouvent à Chalonnes-sur-Loire, siège du canton, où l'on trouve l'hôpital local ainsi qu'un établissement d'hébergement pour personnes âgées dépendantes et une maison de retraite.
La collecte des ordures ménagères (collecte sélective) est gérée par la communauté de communes Loire-Layon (SYCTOM du Loire-Béconnais).
La rivière Layon traversant la commune, on y trouve de nombreux points de pêche. Elle compte également des infrastructures sportives, un stade et un cercle de boule de fort, jeu typique de l'Anjou inscrit au patrimoine ligérien.
Commune touristique, on y trouve également des restaurants et un camping municipal.

## Économie

### Revenus de la population et fiscalité
Le revenu fiscal médian par ménage était en 2010 de 17 989 €, pour une moyenne sur le département de 17 632 €.
En 2009, 53 % des foyers fiscaux étaient imposables, pour 51 % sur le département.

### Tissu économique
En 2009, sur les 89 établissements présents sur la commune, 49 % relevaient du secteur de l'agriculture (pour une moyenne de 18 % sur le département). L'année suivante, sur les 96 établissements présents, 47 % relevaient du secteur de l'agriculture (pour une moyenne de 17 % sur le département), 6 % du secteur de l'industrie, 5 % du secteur de la construction, 34 % de celui du commerce et des services et 7 % du secteur de l'administration et de la santé.
Sur 93 établissements présents sur la commune à fin 2013, 32 % relevaient du secteur de l'agriculture (pour une moyenne de 12 % sur le département), 9 % du secteur de l'industrie, 9 % du secteur de la construction, 42 % de celui du commerce et des services et 9 % du secteur de l'administration et de la santé.

### Agriculture

Vignobles de la vallée de la Loire.
(Cliquez pour agrandir)

Comme dans le reste du département, l'agriculture est fortement implantée sur ce territoire rural, dont la viticulture représente la première activité agricole.

Situé dans la zone des vignobles du Val de Loire, Saint-Aubin compte de nombreux producteurs viticoles, qui représente la principale économie du village. Liste des appellations présentes sur le territoire :

- AOC AOP Coteaux du Layon, AOC AOP Coteaux du Layon Saint-Aubin-de-Luigné, AOC AOP Coteaux du Layon Saint-Aubin-de-Luigné Sélection de grains nobles, AOC AOP Coteaux du Layon Sélection de grains nobles ;
- AOC AOP Anjou blanc, AOC AOP Anjou gamay, AOC AOP Anjou gamay nouveau ou primeur, AOC AOP Anjou mousseux blanc, AOC AOP Anjou mousseux rosé, AOC AOP Anjou rouge, AOC AOP Anjou Villages ;
- AOC AOP Cabernet d'Anjou, AOC AOP Cabernet d'Anjou, AOC AOP Crémant de Loire blanc, AOC AOP Crémant de Loire rosé ;
- IGP Maine-et-Loire blanc, IGP Maine-et-Loire rosé, IGP Maine-et-Loire rouge, AOC AOP Rosé d'Anjou, AOC AOP Rosé d'Anjou nouveau ou primeur, AOC AOP Rosé de Loire ;
- IGP Brioche vendéenne, IGP Bœuf de Vendée, IGP Bœuf du Maine, AOC AOP Maine-Anjou, IGP Volailles de Cholet, IGP Volailles d’Ancenis.

## Culture locale et patrimoine

### Lieux et monuments
La commune de Saint-Aubin-de-Luigné comporte plusieurs inscriptions au Patrimoine, dont trois monuments historiques et quatre sites protégés :
- Château de la Haute-Guerche, des XIIIe XIVe XVe et XVIe siècles, monument historique inscrit selon l'arrêté du 18 mai 1971 (PA00109251)[44].
- Manoir de la Fresnaye, du XVIe siècle, monument historique inscrit selon l'arrêté du 14 mars 1986 (PA00109252)[45].
- Presbytère, des XVIe et XVIIIe siècles, monument historique classé selon l'arrêté du 9 décembre 1964 (PA00109253)[46].
- Site de la Corniche Angevine, qui surplombe les vallées de la Loire et du Layon, site protégé classé selon l'arrêté du 11 février 2003.
- Site du hameau la Haie-Longue, site protégé inscrit selon l'arrêté du 20 septembre 1973, abrogé par l’arrêté de classement du site de la Corniche Angevine en date du 11 février 2003.
- Site du hameau des Barres, site protégé inscrit selon l'arrêté du 27 février 2003.
- Site du hameau du Petit Beauvais, site protégé inscrit selon l'arrêté du 27 février 2003.

Autres lieux et monuments :
- Circuit des vieilles demeures (XVIe XVIIe et XVIIIe siècles) ;
- Four à chaux ;
- Panorama du moulin Guérin.

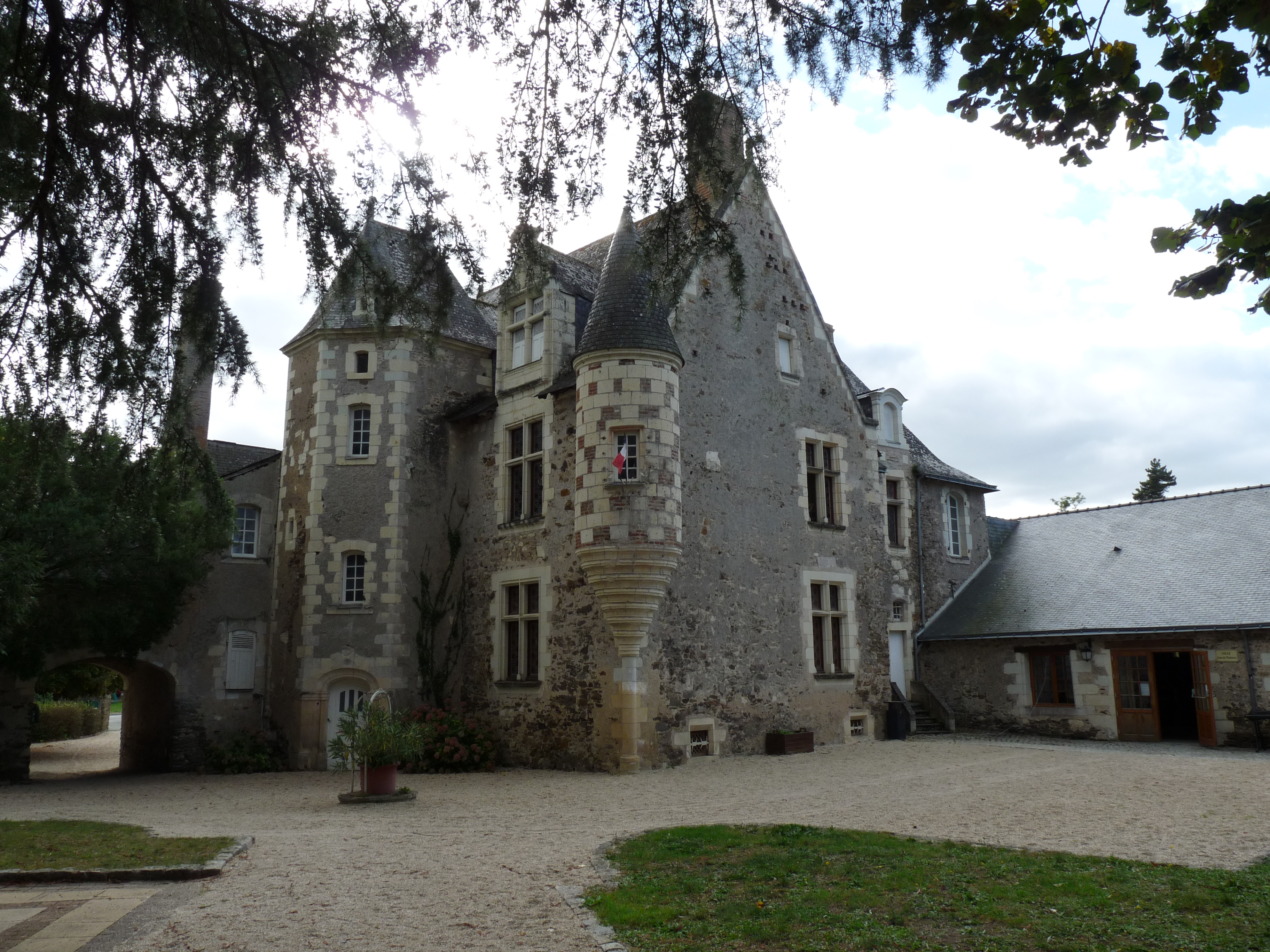
Ancien presbytère.
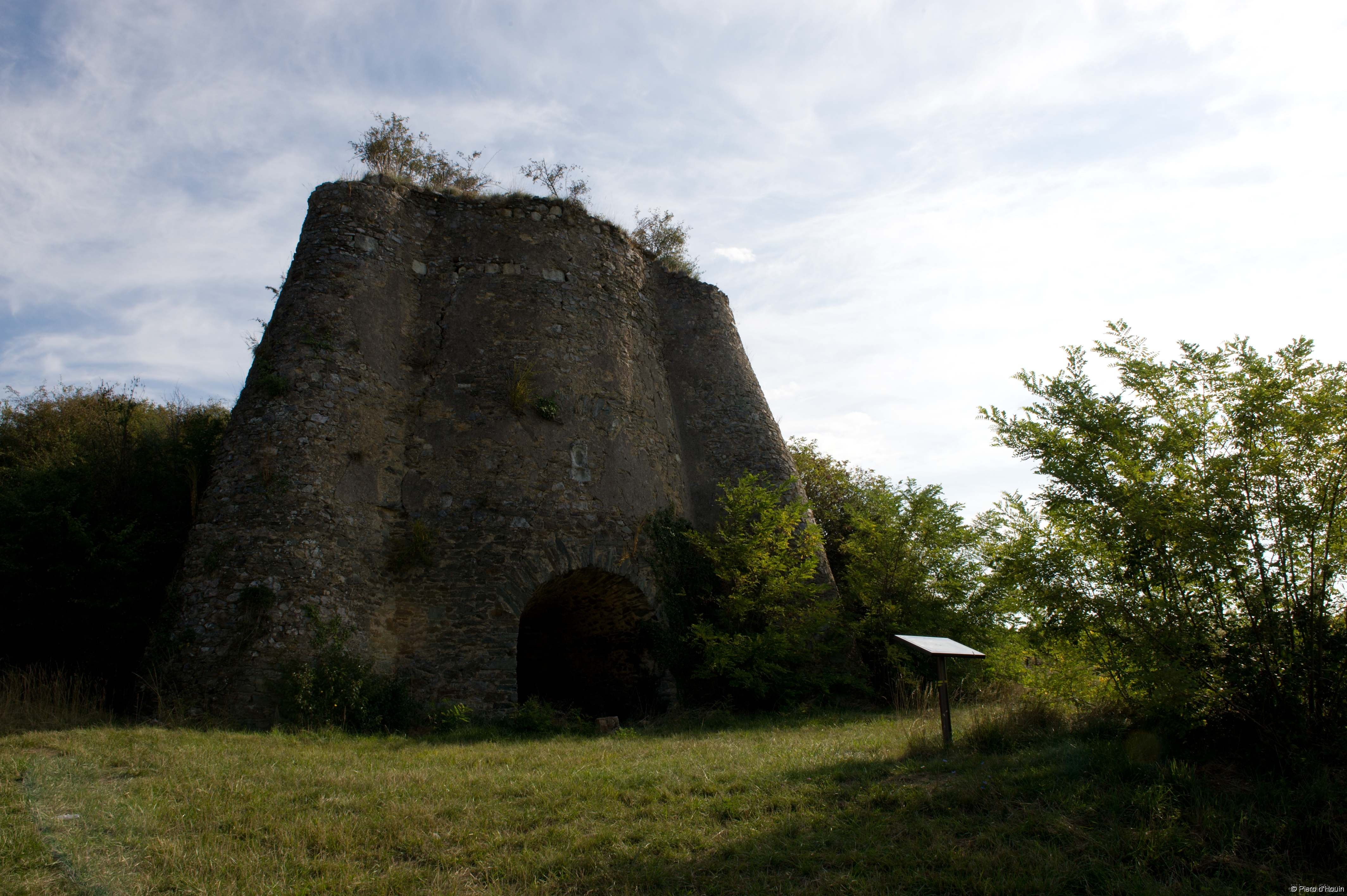
Four à chaux.
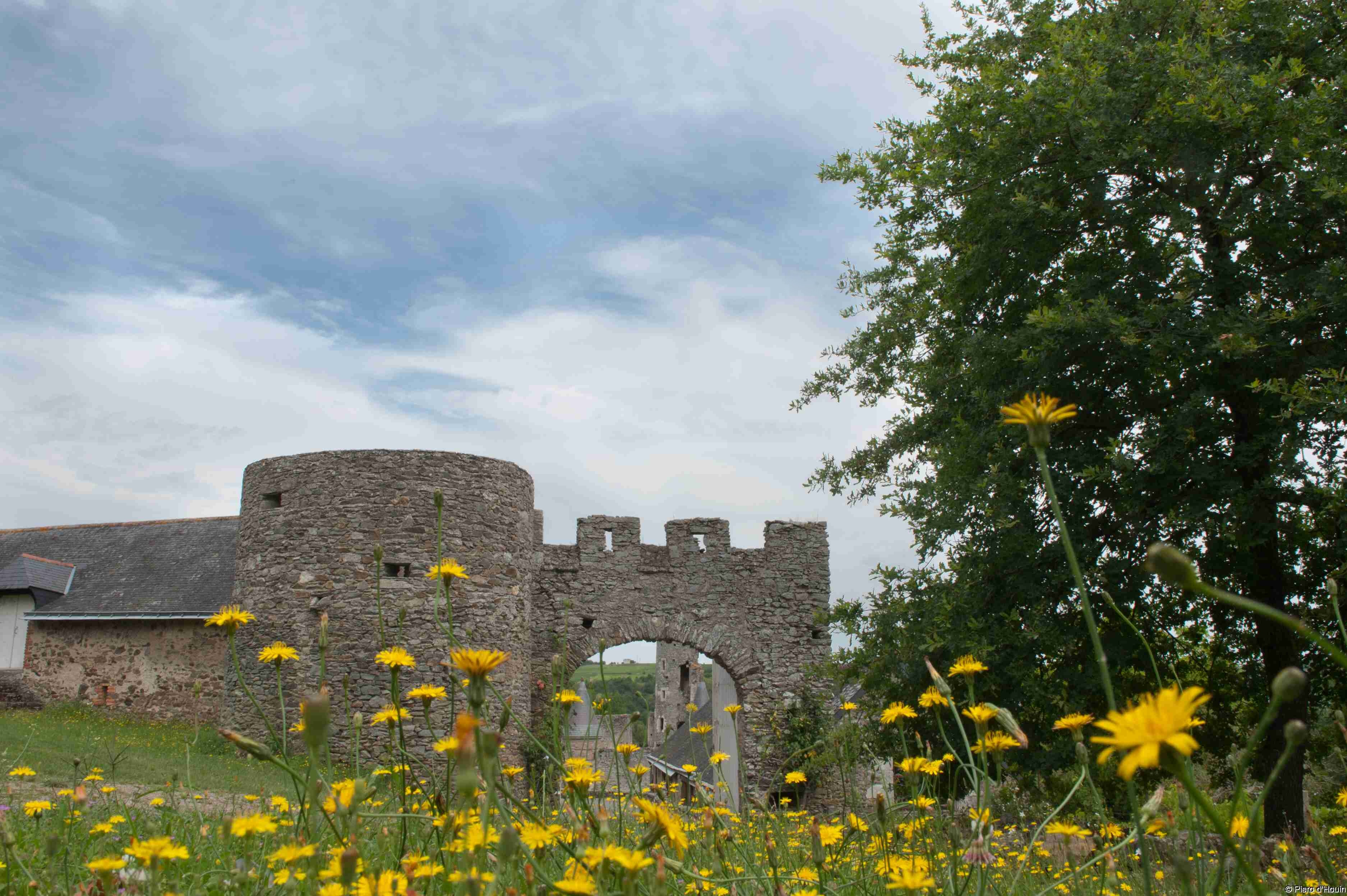
Entrée du château de la Haute Guerche.
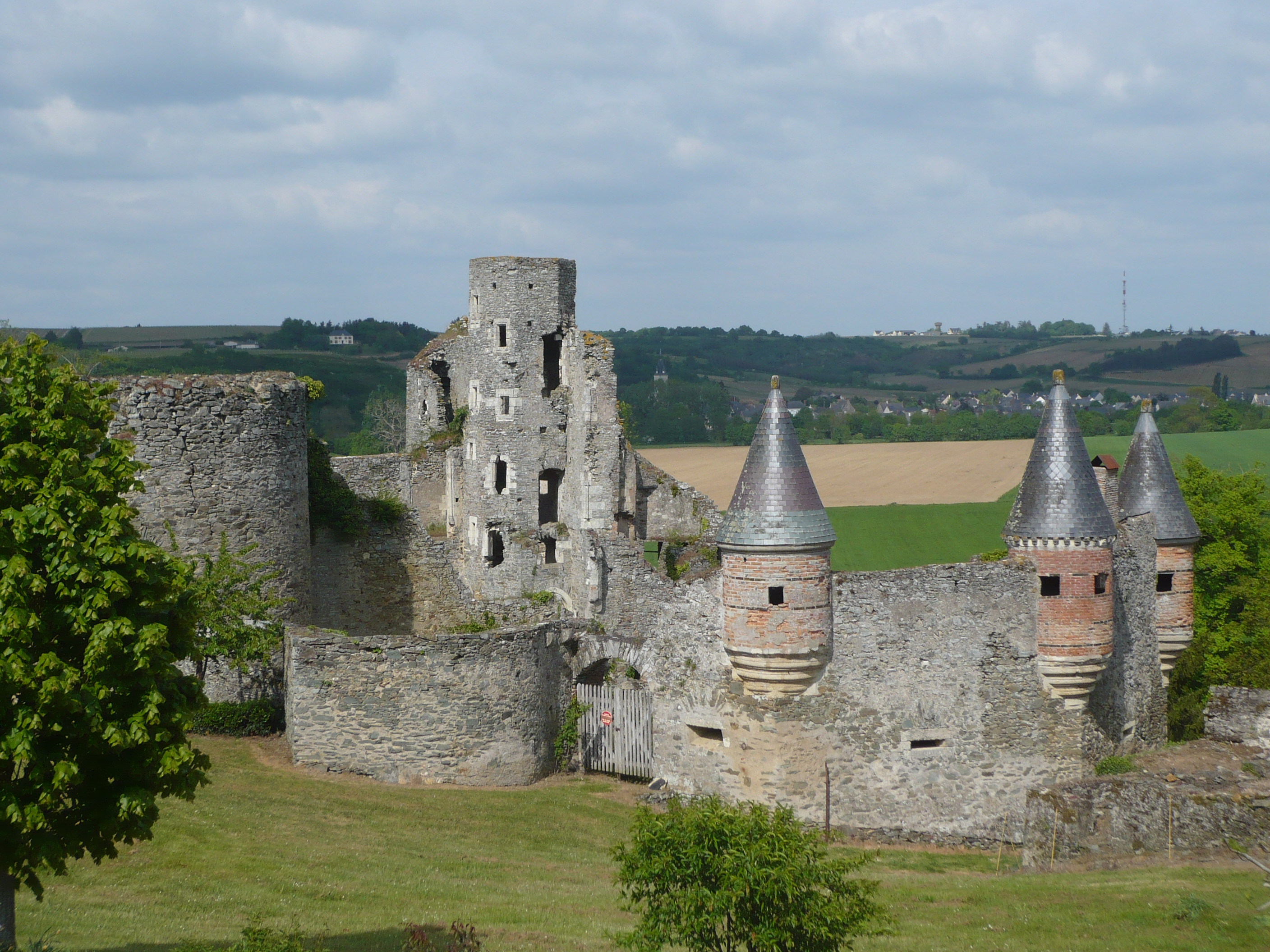
Vue générale du château de la Haute Guerche.

### Personnalités liées à la commune
- Jean de Pontoise, titulaire en 1521 des deux cures de La Jumellière et de Saint-Aubin[47], constructeur du presbytère (actuelle mairie) en 1522.
- Famille Barrin, marquis de La Guerche (1701).
- René Gasnier (1874-1913), aviateur français, fut l’un des principaux promoteurs de l’aviation en France.
- Alfred Coupel, né sur la commune en 1875, auteur de L'Âme buissonnière. Poésies, 1923, imprimé à Seiches (Maine-et-Loire), In 12, 242 pages[48].
- Paul Masson (1927-2022), prêtre, y est né et enterré.
- Jean-Jacques Chiron (1947-2012), professeur d’histoire, maire de la commune de 1995 à 2008, auteur d'un ouvrage sur la commune.